# Astragalus trachoniticus
Astragalus trachoniticus är en ärtväxtart som beskrevs av George Edward Post. Astragalus trachoniticus ingår i släktet vedlar, och familjen ärtväxter. Inga underarter finns listade i Catalogue of Life.